# すずらん賞 (岩手競馬)
すずらん賞（-しょう）は、岩手県競馬組合が施行する地方競馬の重賞競走である。格付けはM3。

## 概要
1978年に（旧）盛岡競馬場ダート1800mの特別競走として創設。
1980年からは水沢競馬場の開催に移行し、1988年からダート1600mに施行距離を変更され、以来2010年までこの競走条件で続いた。
2011年からは（現）盛岡競馬場での開催となり、2年後の2013年より重賞に昇格し、2016年からは岩手競馬のグレード制導入に伴いM3に格付けされた。
2018年からは準重賞に降格され、2023年は2010年以来13年ぶりに水沢競馬場で開催された。
2024年度に、施行コース・距離も盛岡ダート1800mに変更の上、7年ぶりにM3の重賞競走に再昇格され、加えて、北上川大賞典のトライアルとなる。

### 条件・賞金等（2024年）
出走資格
サラブレッド系3歳以上オープン、岩手所属。
負担重量
4歳以上A級以上57kg、同B1級56kg、3歳55kg、牝馬2kg減（全馬A級の場合、56kg、牝馬2kg減）
賞金等
賞金額は1着300万円、2着105万円、3着60万円、4着39万円、5着21万円、着外手当は1万5000円。
副賞
岩手県畜産協会会長賞、岩手日報社賞、開催執務委員長賞。
優先出走権付与
2着以上の馬に北上川大賞典の優先出走権が付与される。

## 歴代優勝馬
重賞に昇格した2013年以降。
| 回数   | 施行日         | 競馬場 | 距離   | 優勝馬             | 性齢 | 所属 | 勝時計 | 優勝騎手   | 管理調教師 |
| ------ | -------------- | ------ | ------ | ------------------ | ---- | ---- | ------ | ---------- | ---------- |
| 第36回 | 2013年8月3日   | 盛岡   | D1600m | コスモフィナンシェ | 牡4  | 水沢 | 1:38.7 | 齋藤雄一   | 板垣吉則   |
| 第37回 | 2014年8月2日   | 盛岡   | D1600m | ランドオウジ       | 牡8  | 水沢 | 1:36.7 | 村上忍     | 千葉幸喜   |
| 第38回 | 2015年8月1日   | 盛岡   | D1600m | ヴェリイブライト   | 牡5  | 水沢 | 1:41.2 | 南郷家全   | 菅原勲     |
| 第39回 | 2016年7月30日  | 盛岡   | D1600m | ライズライン       | 牡5  | 水沢 | 1:37.8 | 村上忍     | 千葉幸喜   |
| 第40回 | 2017年7月29日  | 盛岡   | D1600m | イーグルカザン     | 牡9  | 盛岡 | 1:36.4 | 大坪慎     | 橘友和     |
| 第41回 | 2018年7月28日  | 盛岡   | D1600m | タイセイファントム | 牡10 | 水沢 | 1:38.2 | 高松亮     | 佐藤雅彦   |
| 第42回 | 2019年7月27日  | 盛岡   | D1600m | ダイチラディウス   | 牡6  | 水沢 | 1:37.7 | 山本聡哉   | 畠山信一   |
| 第43回 | 2020年8月1日   | 盛岡   | D1600m | ヒガシウィルウィン | 牡6  | 水沢 | 1:36.9 | 山本聡哉   | 菅原勲     |
| 第44回 | 2021年8月31日  | 盛岡   | D1600m | タイセイブラスト   | 牡8  | 水沢 | 1:39.9 | 高松亮     | 佐藤雅彦   |
| 第45回 | 2022年8月29日  | 盛岡   | D1600m | セイヴァリアント   | 牡6  | 水沢 | 1:37.8 | 山本聡哉   | 佐々木由則 |
| 第46回 | 2023年8月29日  | 水沢   | D1600m | マイネルアストリア | 牡6  | 水沢 | 1:40.7 | 高橋悠里   | 板垣吉則   |
| 第47回 | 2024年10月27日 | 盛岡   | D1800m | ミニアチュール     | 牝4  | 水沢 | 1:54.7 | 佐々木志音 | 佐藤祐司   |

### 各回競走結果の出典
- すずらん賞 歴代優勝馬 - 地方競馬全国協会
- JBISサーチ
  - 2018年、2019年、2020年、2021年、2022年、2023年、2024年